# Marian Anderson
Marian Anderson (Filadèlfia, Pennsilvània; 27 de febrer de 1897- Portland, Oregon, 8 d'abril de 1993) va ser una cantant estatunidenca, icona de la lluita antiracista. Va ser una contralt molt admirada per Arturo Toscanini, qui va proclamar que «una veu així se sent una vegada per segle».
Va debutar el 1924, va obtenir grans èxits i nombrosos premis per les seves interpretacions líriques de Lied i d'espirituals negres, sent la pionera entre els artistes de la seva raça. Segons la soprano i mestra Betty Allen "és la mare espiritual de tots els cantants lírics negres".
D'acord amb la historiadora Rosalyn Story: "Sempre en pau amb si mateixa, era el calmat ull de l'huracà que provocava. Com Gandhi, va ser una campiona de la resistència pacífica".

## Formació
Va néixer el 27 de febrer de 1897 a Filadèlfia. La va acostar a la música el fet que tant la seva mare com la seva tia fossin actives en la vida musical de l'Església Baptista de la Unió, al sud de Filadèlfia. La tia la va convidar al cor de l'església per a menors de sis anys, i la va portar a concerts benèfics a altres esglésies. La seva tia la portava a fer petites funcions que es pagaven a 25 o 50 cèntims.
Quan era adolescent ja guanyava quatre o cinc dòlars per cantar, una suma considerable a principis del segle xx. Amb 10 anys es va unir al Cor del Poble de Filadèlfia on sovint era solista. La família es va traslladar després de la mort del seu pare. Ella va assistir a la Stanton Grammar School i es va graduar el 1912. La família no li podia pagar més estudis, però ella seguia aprenent on podia, activa en activitats musicals al cor d'adults de l'església. Finalment, va entrar al Cor del Poble de Filadèlfia on es va graduar el 1921.
Després de l'escola secundària es va presentar a una escola de música on la van rebutjar per ser negra. Va seguir estudiant en privat amb el suport de la comunitat negra de Filadèlfia. Va fer el seu primer recital de música, amb Giuseppe Boghetti, el 1924 a The Town Hall, però va rebre males crítiques. El 1923 va fer dos enregistraments, "Deep River" i "My Way's Cloudy" per a la companyia Victor.

## Primers èxits
El 1925, Anderson va obtenir la seva primera gran oportunitat en un concurs de cant patrocinat per l'Orquestra Filharmònica de Nova York. Com a guanyadora, va actuar en concert amb l'orquestra el 26 d'agost de 1925, una actuació que va obtenir un èxit immediat tant entre el públic com els crítics musicals. Anderson va continuar els seus estudis amb Frank La Forge a Nova York. Durant aquest temps, Arthur Judson es va convertir en el seu gerent. Es van conèixer a través de la Filharmònica de Nova York. Durant els anys següents, va fer diverses aparicions en concerts als Estats Units, però els prejudicis racials van impedir que la seva carrera prengués impuls. La seva primera actuació al Carnegie Hall va ser l'any 1928.
Durant el seu programa de concerts de tardor de 1929, Anderson va cantar a l'Orchestra Hall de Chicago. L'actuació va ser rebuda amb elogis mesurats. A l'audiència hi havia dos representants de l'organització filantròpica de Julius Rosenwald, el Fons Rosenwald, que la van animar a sol·licitar una beca Rosenwald, de la qual rebria 1.500 dòlars per estudiar a Berlín.

## Gires

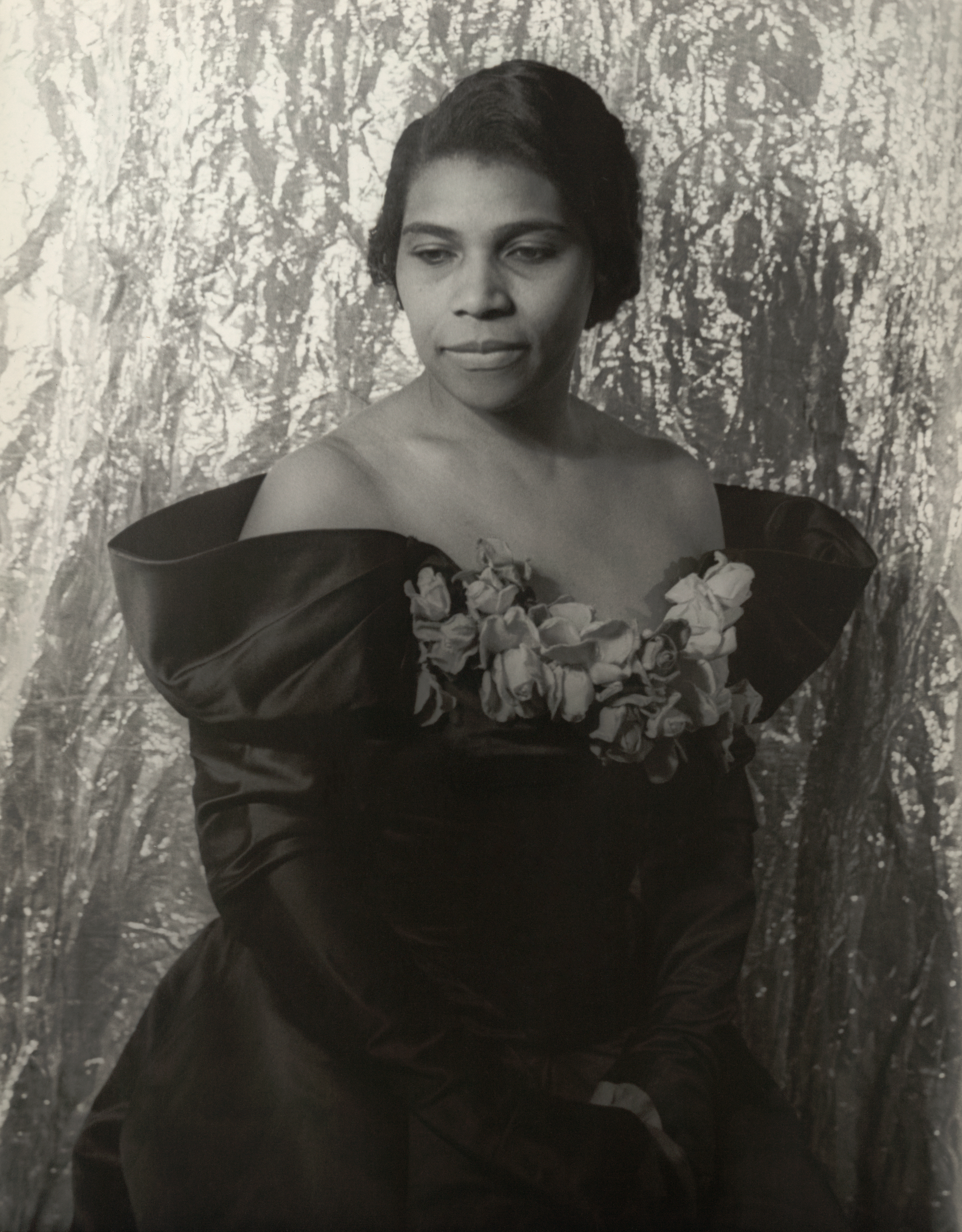
En 1940 retratada pel fotògraf Carl van Vechten.

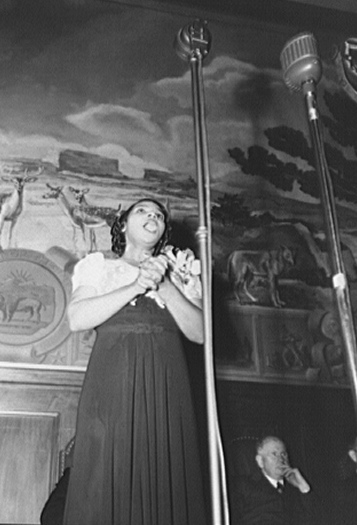
Marian Anderson, en 1943.

La seva fama va créixer durant la gira de concerts que va donar per Europa al començament de la dècada de 1930 obtenint grans èxits a Anglaterra, França, Bèlgica, Escandinàvia i la Unió Soviètica. A Europa no va rebre el rebuig pel color de la seva pell que havia rebut als EUA. El debut a Europa va ser el 1933 al Wigmore Hall de Londres, on va ser rebuda amb entusiasme.
També a Espanya: al concert que dona a Madrid, el 29 d'abril de 1936, assisteix Federico García Lorca (acompanyat del diplomàtic xilè Carlos Morla Lynch, que és qui narra l'esdeveniment). Federico va quedar "embadalit amb el seu art".
El 1934 l'empresari Sol Hurok la va convèncer per tornar a actuar als Estats Units. El 1935, Anderson va fer la seva segona aparició en recital al The Town Hall de la ciutat de Nova York, que va rebre crítiques molt favorables dels crítics musicals. Va passar els quatre anys següents fent gires pels Estats Units i Europa.

## Retorn als EUA
El 1939 l'organització conservadora Filles de la Revolució li va impedir fer un recital al Constitution Hall de Washington que estava previst pel 9 d'abril perquè li van dir que seguien una política d'acceptar només a artistes blancs. El fet va provocar un escàndol de proporcions inesperades. Per a desagreujar-la, la primera dama Eleanor Roosevelt va pressionar i aconseguir que se celebrés un concert històric a la plaça del Monument a Lincoln que va congregar a més de 75.000 espectadors.
Va debutar el 7 de gener del 1955 Al Metropolitan Opera House, en el qual va ser la primera actuació d'una persona afroamericana al Metropolitan Opera de Nova York. Va cantar interpretant Ulrica a Un ballo in maschera de Giuseppe Verdi. L'actuació va obrir el camí a una generació de cantants negres en l'òpera dels Estats Units com Shirley Verrett, Leontyne Price, Grace Bumbry, Martina Arroyo, Kathleen Battle, Simon Estes, Reri Grist, George Shirley, Barbara Hendricks i Jessye Norman.
Durant la seva trajectòria va cantar per a diversos presidents americans. El 1957 va cantar per Eisenhower, que la va fer ambaixadora dels Estats Units i després delegada de les Nacions Unides. El 1958, va ser designada oficialment com a delegada a les Nacions Unides, una formalització del seu paper d'"ambaixadora de bona voluntat" dels EUA. El gener del 1961 va inaugurar la presidència de John Kennedy. A la dècada del 1960 va ser activa defensant els drets civil, fent diversos concerts per aquest motiu.
El famós mànager d'artistes Sol Hurok la va portar en diverses gires no sols per Europa sinó per Sud-amèrica, Israel, el llunyà Orient, el Marroc i Tunísia. Es calcula que més de 6.000.000 d'espectadors la van veure cantar en més de 1500 auditoris. En 1964-65 va emprendre una gira de comiat que va culminar en el Carnegie Hall de Nova York.

## Últims anys
Tot i que Anderson es va retirar dels escenaris el 1965, va continuar apareixent públicament. El 1976, Copland va dirigir una actuació amb l'Orquestra de Filadèlfia a Saratoga.
Els seus èxits van ser reconeguts amb molts honors, inclòs el Premi de la Pau de les Nacions Unides el 1972 o la medalla d'or del Congrés dels Estats Units. També va rebre la Medalla Nacional de les Arts el 1986; i un premi Grammy a la seva trajectòria el 1991. Una medalla d'or commemorativa de mitja unça va ser gravada amb el seu retrat pel Departament del Tresor dels Estats Units el 1980. Quatre anys més tard, va ser la primera persona a rebre el premi Eleanor Roosevelt de Drets Humans de la ciutat de Nova York. Va ser guardonada amb 24 doctorats honoris causa per diverses universitats.
Va morir el 8 d'abril de 1993 a l'edat de 96 anys a causa d'un infart al cor, cuidada pel seu nebot el director d'orquestra James DePriest, titular de l'Orquestra d'Oregon.

## Premi Marian Anderson

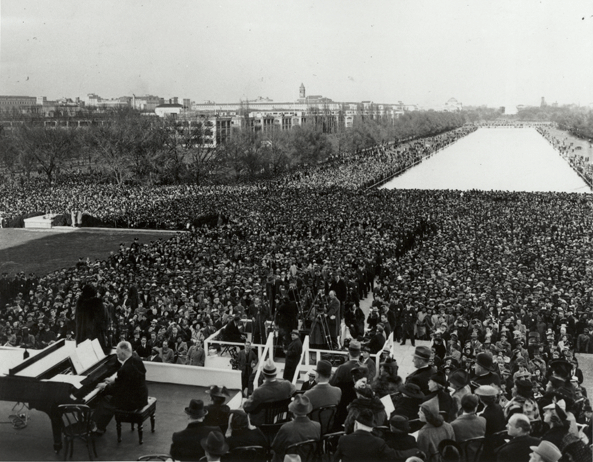
El concert del Lincoln Memorial.

Va ser establert el 1943 per ella mateixa amb l'objectiu de promoure els joves cantants. Va crear el guardó amb l'import del premi que la ciutat de Filadèlfia li havia atorgat el 1940 per valor de 25.000 dòlars. Quan es van acabar els diners, el 1976, el premi es va dissoldre. El 1990 es va recuperar amb un premi de 25.000 dòlars anuals. Des del 1998 el premi es lliura a un artista, no necessàriament un cantant, que mostri lideratge en l'àrea humanitària.
Alguns dels guanyadors són els següents:
- 1998 - Harry Belafonte
- 1999 - Gregory Peck
- 2000 - Elizabeth Taylor
- 2001 - Quincy Jones
- 2002 - Danny Glover
- 2003 - Oprah Winfrey
- 2005 - Ruby Dee i Ossie Davis
- 2006 - Sidney Poitier
- 2007 - Richard Gere
- 2008 - Maia Angelou i Norman Lear
- 2009 – Bill Cosby
- 2010 – Mia Farrow